# École supérieure de journalisme de Paris
Pour les articles homonymes, voir ESJ.
Ne doit pas être confondu avec École supérieure de journalisme de Lille.
L’École supérieure de journalisme de Paris (ESJ Paris) est un établissement d'enseignement supérieur privé spécialisé dans l'enseignement du journalisme, situé dans le 15e arrondissement de Paris, fondé en 1899. Il s'agit de la plus ancienne école de journalisme au monde,.
Elle ne fait pas partie des quatorze écoles reconnues par la Commission paritaire nationale de l'emploi des journalistes (CPNEJ) et elle n'est pas membre de la Conférence des écoles de journalisme (CEJ).
Le 15 novembre 2024, l’école annonce son rachat pour 2,6 millions d’euros par un consortium d’entrepreneurs et grands médias français proches de la droite et de l'extrême-droite française, dont Vincent Bolloré, Bernard Arnault, Rodolphe Saadé, et d’autres acteurs majeurs du secteur.

## Histoire

### L'École de journalisme de l'École des hautes études sociales
En 1899, la romancière Jeanne Weill, dite Dick May, sœur de l'historien Georges Weill, fonde l'École des hautes études sociales (EHES), situé au 16, rue de la Sorbonne et trouvant son origine dans le Collège libre des sciences sociales fondé quatre ans plus tôt avec Théophile Funck-Brentano face à l'École libre des sciences politiques (aujourd'hui Sciences Po),. Dès sa création, l'École des hautes études sociales compte en son sein trois sections : une École de morale et de pédagogie, une École sociale, ainsi qu'une École de journalisme, fondée en novembre 1899 et dont hérite l'École supérieure de journalisme.

Dick May souhaite alors créer une « université du quatrième pouvoir ». L'école compte à ses débuts un groupe d'universitaires parisiens libéraux et laïcs mobilisés à l'occasion de l'affaire Dreyfus, alors conduit par la romancière et journaliste Jeanne Weill, alias Dick May, petite cousine du philosophe Karl Marx et bénéficiait du soutien du sociologue Émile Durkheim. L'école bénéficie de ce que l'École libre des sciences politiques (Sciences Po) d'Émile Boutmy se désintéresse alors du journalisme et se spécialise dans les affaires publiques. L'EHES et son École de journalisme rencontrent un succès immédiat, et une section École d'art est créée en 1903.

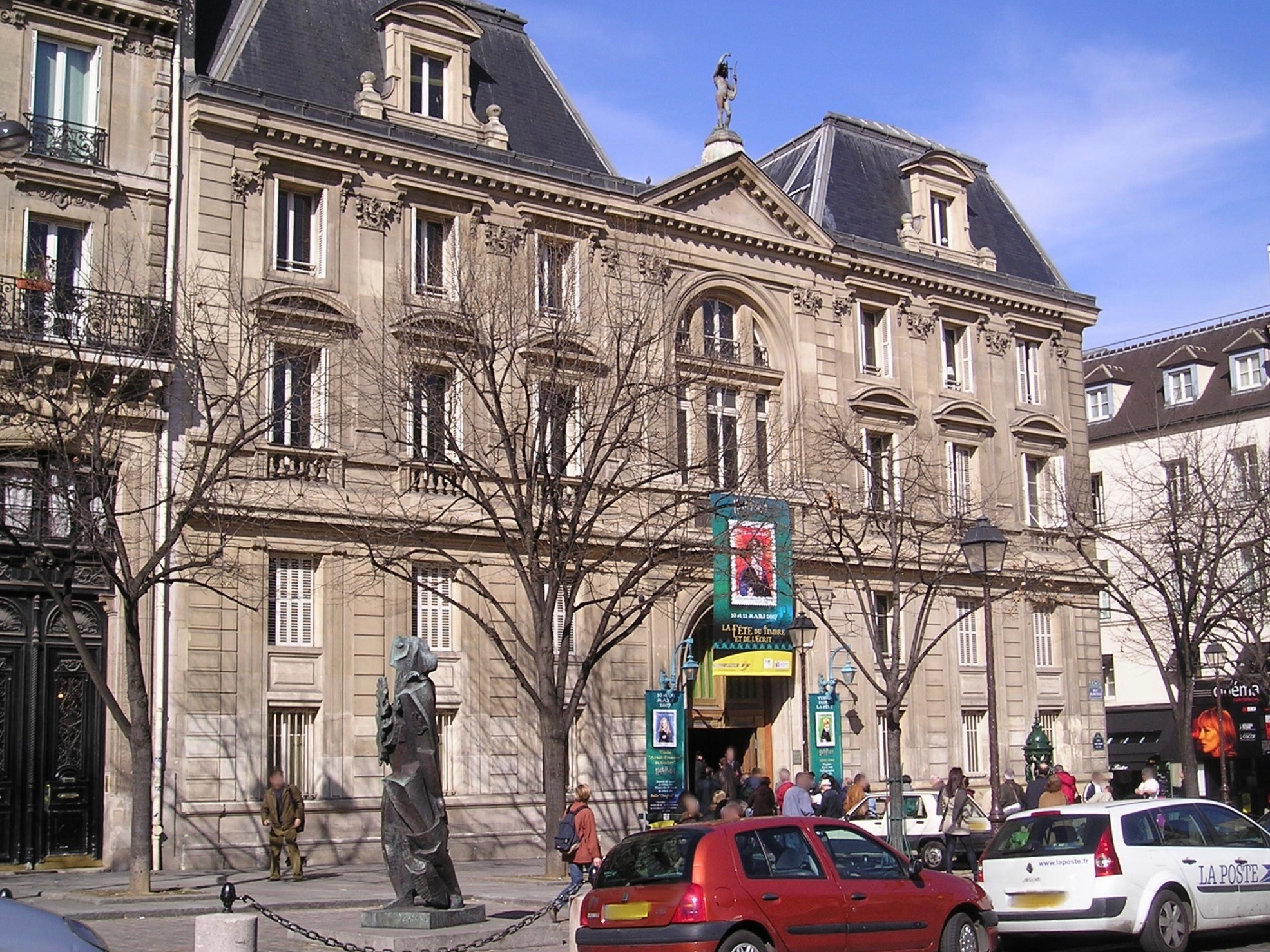
La façade du 4, place Saint-Germain-des-Prés à Paris.

La section École de journalisme de l'École des hautes études sociales est ainsi la doyenne mondiale des écoles de journalisme. Parmi les fondateurs, se trouvent des journalistes comme Henry Fouquier, Jules Cornély, membre fondateur du Syndicat des journalistes français, Adolphe Brisson et Jules Claretie. Elle est dirigée par l'écrivain Eugène Fournière. L'école n'aurait cependant pu ne pas être la doyenne des écoles de journalisme. En 1895, l'université du Missouri à Columbia souhaite créer une école de journalisme, mais le Sénat des États-Unis s'y oppose[réf. souhaitée]. Ce refus sera renouvelé jusqu'en 1908, lorsque l'École de journalisme du Missouri est créée.
En 1910, accueillant près de 220 étudiants, la section École de journalisme s'éloigne du but initial de sa fondatrice, peu de futurs journalistes sont formés, davantage tournés vers des carrières publiques ou administratives, si bien qu'elle fut renommée École de journalisme et de préparation à la vie publique. Tandis que son établissement de tutelle, l'École des hautes études sociales (EHES) devient une institution respectée « touchant les principales élites intellectuelles » du XXe siècle,.

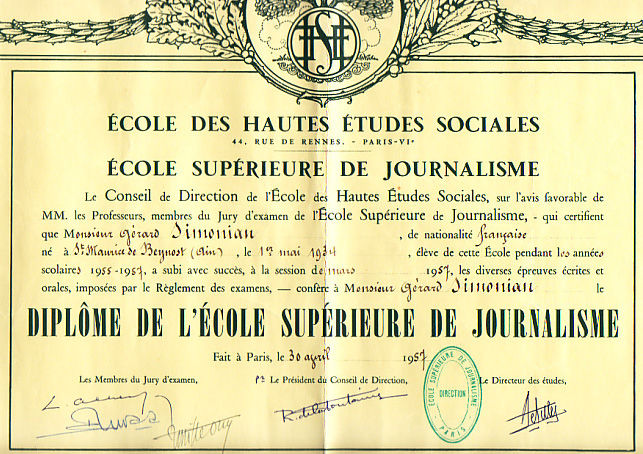
Diplôme de l'École supérieure de journalisme de l'École des hautes études sociales, alors située rue de Rennes, et datant de 1957.

Dans l'entre-deux-guerres, l'activité de l'EHES est rationalisée : seules sont maintenues l' École supérieure de journalisme et l'École sociale qui devient l'École des hautes études politiques (HEP) et l'École de géopolitique, future École des hautes études internationales (HEI). En 1937, l'immeuble du 16, rue de la Sorbonne, dont l'école n'est que locataire, est racheté à son propriétaire par l'université de Paris qui envisage de l'annexer à la Sorbonne (elle constitue aujourd'hui l'îlot Champollion de la Faculté des Lettres de Sorbonne Université).
En 1947, l'école déménage dans un étage de l'Hôtel de l'Industrie, au 4, place Saint-Germain des Prés, alors sous la direction d'André Le Jules jusqu'en 1986.

### 1986: l'École supérieure de journalisme de Paris
En 1986, l'École supérieure de journalisme de l'École des hautes études sociales (composée des écoles HEP-HEI, puis HEIP) prend son autonomie et devient l'École supérieure de journalisme de Paris ou ESJ de Paris, à ne pas confondre avec l'ESJ de Lille. En 1988, le groupe HEP-HEI-ESJ quitte le 54, avenue Marceau pour emménager au 107, rue de Tolbiac, dans un nouveau bâtiment dont il devient propriétaire, nommé « Centre Tolbiac » et à proximité du centre Pierre-Mendès-France de l'université Paris-I.
En 2006, l'École supérieure de journalisme de Paris connaît des difficultés financières. L'année suivante, le groupe HEI-HEP (qui deviendra HEIP en 2015), héritier de l'École des hautes études sociales, se sépare de l'ESJ de Paris, la cédant au directeur général du groupe LMD (aujourd'hui Mediaschool), Cyrille Benoist.

### Ère Guillaume Jobin: développement dans le monde arabophone

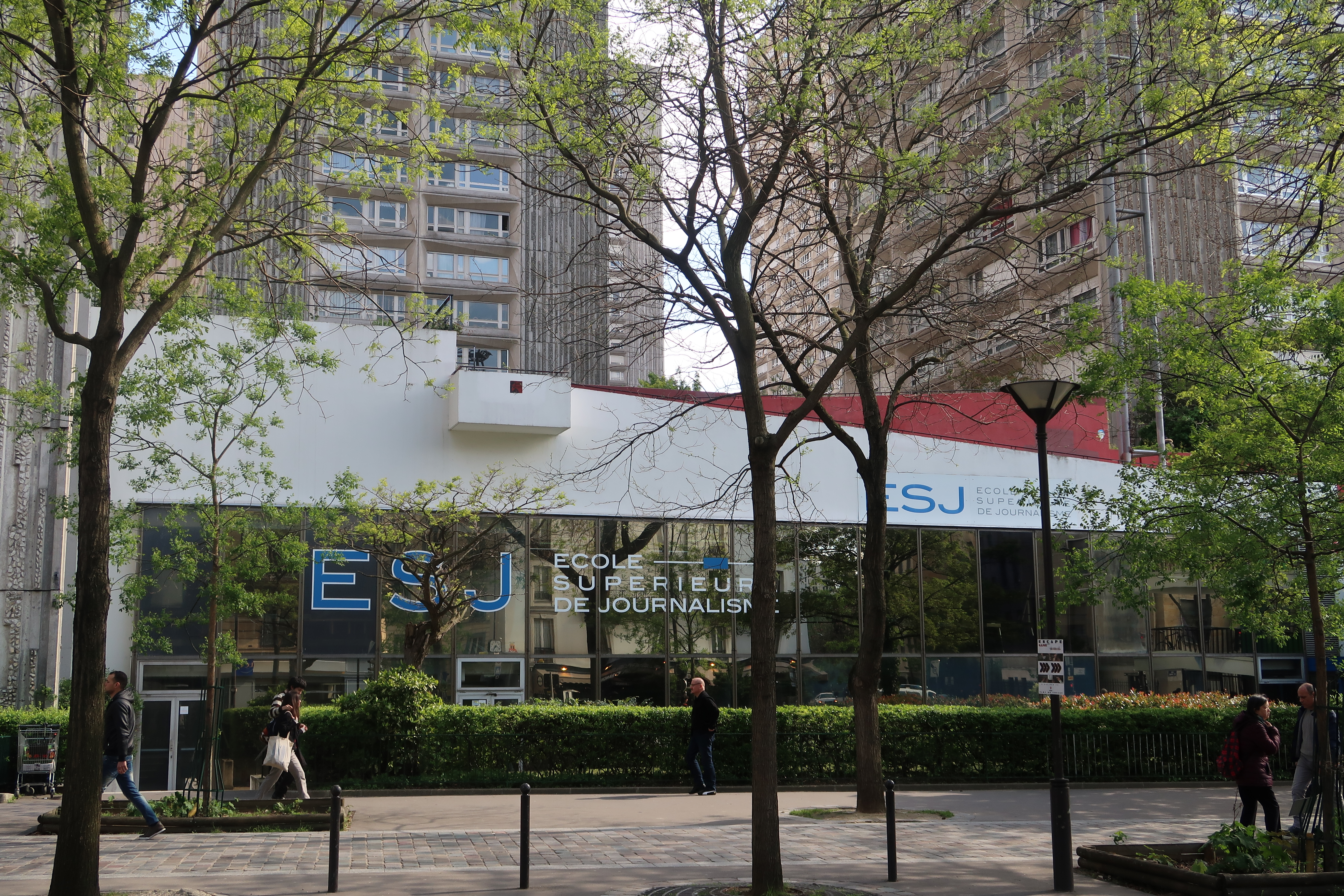
Siège au 107, rue de Tolbiac (13e arrondissement de Paris).

En 2009, l'ESJ de Paris est une nouvelle fois cédée, cette fois-ci à Guillaume Jobin, un journaliste spécialisé dans la presse médicale et médecin neurobiologiste de formation. Le 4 février suivant, le conseil d'administration le nomme au poste de président de l'établissement,. Sous la présidence de Guillaume Jobin, l'ESJ Paris ouvre en 2011 une filière de formation à distance « tous médias »[réf. nécessaire]. Depuis 2009, l'ESJ Paris dispose d'un établissement secondaire en propre, à Rabat, capitale du royaume du Maroc[réf. nécessaire].
En 2012, l'ESJ Paris et d'autres écoles de journalisme privées non reconnues par la profession telles que l'Institut européen de journalisme (IEJ) ou encore l'Institut supérieur de formation au journalisme (ISFJ) s'unissent et créent l’Association française des écoles de journalisme dans le but de défendre leurs intérêts et de porter la création d'un label professionnel,.

L'ESJ Paris a depuis 2012 ouvert une filiale d'édition de livres, « Casa Express éditions », spécialisée dans les livres de journalistes diffusés en Europe et au Maghreb. Elle a par ailleurs lancé un prix littéraire en 2015.

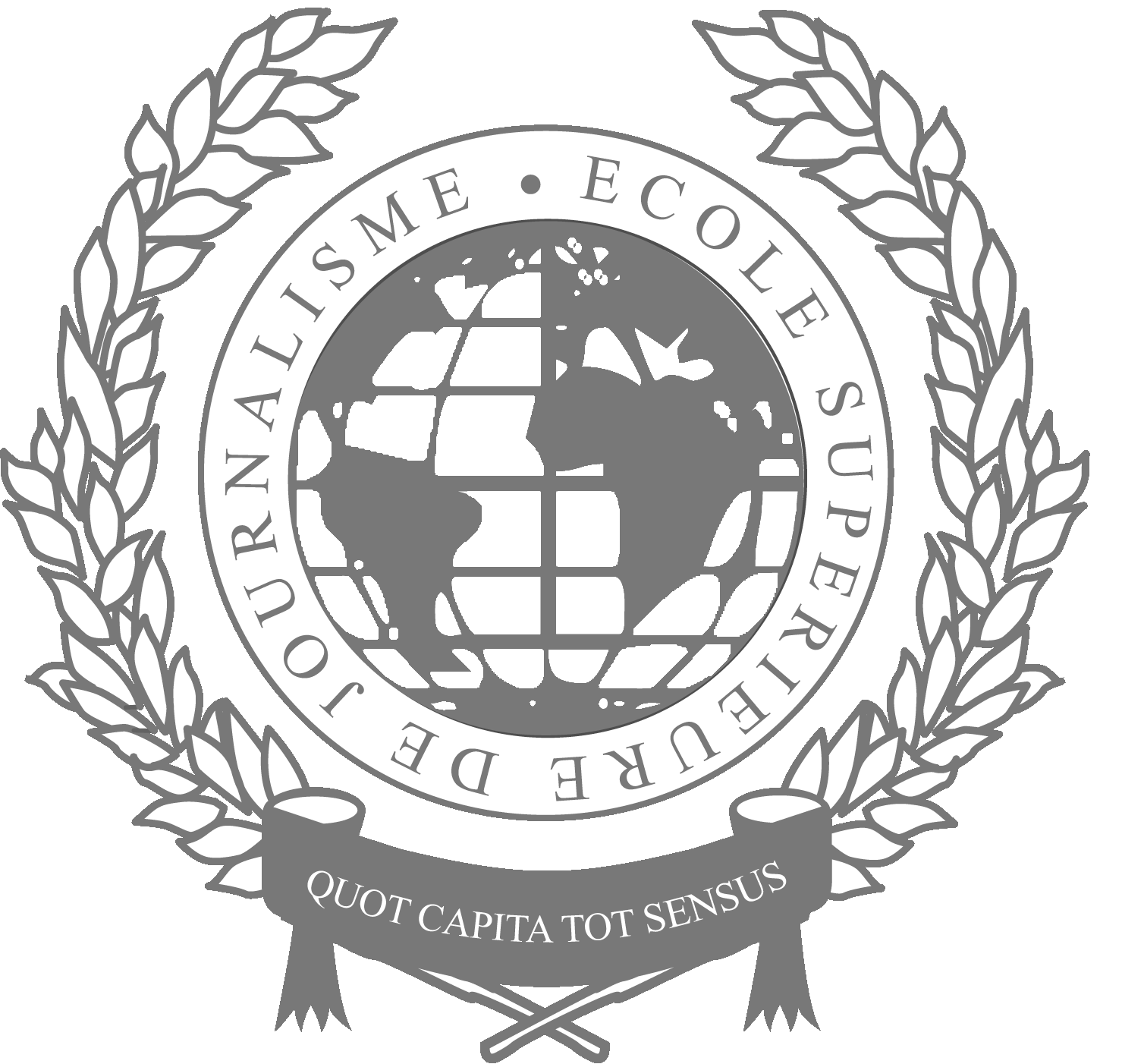
Blason de l'École supérieure de journalisme de Paris utilisé jusqu'en 2024.

En 2018, l'ESJ Paris ouvre une filière de formation au métier de journaliste reporter d’images (JRI), en partenariat avec l'École internationale de création audiovisuelle et de réalisation (EICAR) et délivrant un titre certifié de niveau II (6),. Puis en 2020, l'école crée une formation similaire à sa filière de formation à distance « tous médias », cette fois-ci en langue arabe (SSJC) et tant en formation classique qu'en formation continue avec le CPD de Jérusalem[réf. nécessaire].
Le 24 mai 2024, l'École supérieure de journalisme de Paris annonce la signature d'une double diplomation permettant aux étudiants en quatrième année de son cursus (Mastère 2) de suivre les deux ans du master 2 « Management et administration des entreprises » de l'Institut d'administration des entreprises (IAE) de l'université Paris-I Panthéon-Sorbonne.

### Changement d'actionnariat et de direction en 2024
Le 15 novembre 2024, l'École supérieure de journalisme de Paris annonce son rachat par un consortium d'entrepreneurs et de propriétaires de médias français, dans une levée de fonds à 2,6 millions d’euros. Elle inclut Vianney d’Alançon à travers la Financière de La Lance, Bernard Arnault à travers la Financière Agache (propriétaire du Parisien et des Échos), Vincent Bolloré à travers la Compagnie de l'Odet (actionnaire du groupe Canal+, de Lagardère News et de Prisma Media), Rodolphe Saadé à travers CMA Média (propriétaire du groupe RMC BFM, du quotidien La Provence, Corse-Matin et La Tribune), le groupe Bayard (propriétaire du quotidien La Croix), le fonds d'investissement Koodenvoi de la famille Habert-Dassault (propriétaire du Figaro), les entrepreneurs Stanislas et Godefroy de Bentzmann (Devoteam) ou encore l'ancien président du Medef Pierre Gattaz,,
Le même jour, Vianney d'Alançon est nommé président de l'établissement et serait l'instigateur du projet de reprise,. Il est à la tête de l'entité « FDBJ SAS », créée pour l'occasion le 20 octobre 2024. Les nouveaux actionnaires souhaitent obtenir un titre reconnu par l'État et inscrit au RNCP, qu'elle a perdu en 2015 et accroître leur influence sur les médias à la source.
Le journaliste Emmanuel Ostian est nommé directeur général de l'établissement le 6 décembre suivant, aux côtés du journaliste Bernard de La Villardière, nommé directeur général adjoint,. Le 6 décembre, l'ESJ Paris annonce également que le groupe audiovisuel Banijay ainsi qu'Alexandre Pesey, directeur de l'Institut de formation politique, sont entrés au capital de l'école. Le groupe Bayard a retiré sa participation après une mobilisation de salariés.

#### Inquiétudes et difficultés à la suite du rachat
Le Monde pointe une emprise accrue sur le monde médiatique de la part de grandes fortunes conservatrices françaises, par le biais de groupes aux mains de conservateurs, comme Dassault ou Bolloré. L'historien Alexis Lévrier indique qu'il s'agit pour Vincent Bolloré de « former ses propres journalistes dans le cadre d’un projet idéologique global qui consiste à porter l’extrême droite à la tête de l’État ».
Le 22 janvier 2025, 668 étudiants anonymes de 26 autres écoles et formations de journalisme signent une tribune dans Le Nouvel Obs : ce « raid sur la plus vieille école de journalisme au monde » est une « nouvelle expression de la subordination de l’indépendance journalistique à des intérêts économiques, politiques et idéologiques », écrivent-ils, avant d'appeler à un « un sursaut pour protéger l’indépendance des médias ».
Le 27 janvier 2025, Le Monde révèle les difficultés de l'ESJ Paris à changer sereinement de propriétaires. Plusieurs professeurs témoignent ne pas avoir été rémunérés par l’ancien dirigeant et propriétaire de septembre 2024 au 15 novembre 2024 date du rachat.
Le 20 février 2025, l'École supérieure de journalisme de Paris renouvelle son partenariat avec l'Institut d'administration des entreprises de l'université Paris 1 Panthéon-Sorbonne permettant à ses étudiants de niveau mastère d'être diplômés du Master 2 Management et Administration des Entreprises.
Le 17 mars 2025, l'École supérieure de journalisme de Paris signe un partenariat avec l'Institut catholique d’études supérieures (ICES) de Vendée, membre de la Conférence des grandes écoles (CGE). Le 17 avril 2025, l'École supérieure de journalisme de Paris annonce son déménagement au 129, rue de l'Abbé-Groult, dans le 15e arrondissement de Paris, au sein d'anciens locaux de Paris Habitat, après 47 ans sur le site de la rue de Tolbiac.

## Caractéristiques
L'École supérieure de journalisme de Paris est un établissement d'enseignement supérieur technique privé, non reconnu par l'État. Le titre à finalité professionnelle (ou titre RNCP) de niveau 6 (bac +3) délivré par l'établissement est inscrit au répertoire national des certifications professionnelles (RNCP) entre 1989 et 2015, et depuis 2024. L'établissement est certifié Qualiopi depuis le 7 février 2025.
Le 28 novembre 2024, l'École supérieure de journalisme de Paris obtient le renouvellement de son titre de journaliste de niveau 6 inscrit au RNCP (n°39871), après plus sept ans d'interruption de la certification. Son diplôme d'établissement n'était plus inscrit au RNCP (n°1498) depuis 2016,,.
Jusqu'en 2016, l'ESJ Paris délivrait un titre à finalité professionnelle de niveau 6 inscrit au répertoire national des certifications professionnelles (RNCP) pour sa formation en trois ans à compter de l'obtention du baccalauréat (n°1498). En 2023, l'école signe une convention de partenariat avec le groupe Mediaschool pour délivrer le titre à finalité professionnelle inscrit au RNCP (n°34537) de l'Institut européen de journalisme (IEJ),,. En 2024, elle précise délivrer le titre à finalité professionnelle inscrit au RNCP (n°38950) de l'Institut supérieur de la communication, de la presse et de l'audiovisuel (ISCPA). En revanche, ses mastères sont des diplômes d'établissement délivrés sous son sceau propre, sans aucun label de l'État.

## Organisation

### Comité pédagogique
En décembre 2024, la présidence de l'ESJ Paris annonce la création d’un comité pédagogique pour encadrer la formation des étudiants. Il est composé de 12 membres dont[source insuffisante]: 
- Franz-Olivier Giesbert
- Remi Brague
- François d’Orcival
- Sonia Mabrouk
- Hubert Coudurier
- Guillaume Roquette
- François-Xavier Deniau
- Laetitia Strauch-Bonart
- Jérôme Béglé
- Donat Vidal-Revel
- Olivier Babeau

## Personnalités liées à l'établissement

### Enseignants
- Émile Durkheim
- Gabriel Fauré
- Charles Péguy
- Pierre de Nolhac
- Romain Rolland
- Marcel Sembat
- Roland Sicard
- Gilles Verdez
- René Cassin
- Pierre de Coubertin
- Paul Deschanel
- Albert Thomas
- Raymond Poincaré
- Aurélie Filippetti

### Élèves
- Henri Amouroux
- Valérie Bénaïm
- Malek Boutih
- Philippe Bouvard
- François Busnel
- Patrick de Carolis
- Louis-Philippe Dalembert
- Philippe Djian
- Ghislaine Dupont
- Samuel Étienne
- Virginie Guilhaume
- Alain Jérôme
- Erika Moulet
- Audrey Pulvar
- Samantha Ramsamy
- Jacques Legros
- Laurent Romejko
- Henri Sannier
- Gérard Simonian
- Gébrane Tuéni
- Gérard de Villiers
- David-Xavier Weiss
- Bernard Werber
- Roger Zabel
- Léon Zitrone
- Ophélie Meunier
- Isabelle Morini-Bosc
- Dominique Cantien
- Frédéric Taddeï
- Charline Vanhoenacker
- Jean-François Achilli
- Emmanuel Maubert
- Raphaëlle Duchemin
- Cécilia Berder
- Nicolas Doze

- Jean-Baptiste Giraud

## Prix littéraire ESJ Paris - Maison Blanche
Ce prix, lancé en 2016 sous l'impulsion de l'ESJ Paris et du restaurant Maison Blanche, a été présidé par André Bercoff puis Anne Nivat. Il récompense « un livre publié dans l’année, traduisant la réalisation d’un véritable travail de journaliste, en langue française, qu’il s’agisse d’une enquête, d’un récit, d’un essai, d’une biographie, d’un document de toute sorte, et même d’une investigation habillée en fiction ».

## Controverses
En mars 2018, l'École supérieure de journalisme de Paris recale de son concours Tom Rousset, candidat en situation de handicap âgé de 22 ans, affirmant ne pas être mesure d'accueillir l'étudiant dans ses locaux comportant « de nombreux escaliers » selon la direction de l'école. Une réponse « maladroite et brutale » selon les parents et ayant provoqué un certain émoi dans la presse et la profession. Le secrétariat d'État chargé des Personnes handicapées a contacté l'étudiant pour lui proposer d'autres solutions. Certaines écoles de journalisme telles que le CFJ ou l'ESJ de Lille, accessibles, ont réagit à la polémique en lui proposant notamment de passer leur concours. Depuis, l'école aurait engagé des études pour rendre ses locaux accessibles aux personnes à mobilité réduite.
En décembre 2023, l'hebdomadaire Le Point dépeint, par plusieurs enquêtes et témoignages, une école « en dérive idéologique » affirmant qu'elle aurait pris un « tournant militant » ayant un impact sur son enseignement, développé des réseaux « troubles » au Moyen-Orient, et aurait eu des difficultés à payer ses professeurs, notamment de manière « très aléatoire »,. La direction de l'école dénonce une enquête « mensongère, diffamatoire et un appel à la haine raciale » et affirme qu'elle compte réagir « par tous moyens juridiques et de communication ».
En juin 2025, le quotidien Libération souligne une influence croissante au sein de l'établissement de l'Institut libre de journalisme (ILDJ), connu pour être proche des réseaux de Vincent Bolloré et de Pierre-Édouard Stérin et de médias de la « droite réactionnaire » selon le quotidien Le Monde. Le directeur opérationnel de l'ILDJ, Édouard du Peloux aurait rejoint le nouveau projet de l'ESJ Paris, après le limogeage de la directrice pédagogique Elhame Medjahed,,. 